# Pointe Faula
Située au sud de la commune du Vauclin (Martinique), la plage de Pointe Faula est longue de près de 400 mètres. Elle est très appréciée des Martiniquais et des touristes pour ses fonds blancs et ses activités nautiques. 

## Les fonds blancs
La plage de Pointe Faula est caractérisée par une vaste zone de baignade, épargnée du tourisme de masse, sauf lors de certains weekends et évènements particuliers (Festival Jazz à la Pointe, festival international des sports extrêmes). La particularité de la plage de Pointe Faula et qui fait sa renommée, ce sont ses fonds blancs : le baigneur peut rentrer et marcher dans la mer sur près de 300 mètres en ayant de l’eau jusqu’aux genoux. Cette particularité est appréciée des familles qui viennent se baigner en toute quiétude avec leurs enfants.
L’ensemble de la zone est protégée par une barrière de corail, d’où une eau relativement calme (peu de vagues) et une température élevée de l’eau : de 26° à 32° suivant les saisons.

## Le spot de Kitesurf
La plage de Pointe Faula est très prisée des kiters. Jouissant de conditions idéales pour le kitesurf (vent important, peu de vague, eau chaude et peu profonde), la Pointe Faula est devenue ces dernières années l’un des spots majeurs de l’île aux fleurs. Une zone spéciale, au sud de la plage est dédiée au kitesurf.
On rencontre facilement le weekend plus d’une cinquantaine de kiters sur la plage et dans l’eau quand ce n’est pas davantage lors d’évènements exceptionnels tel que le FISE. 
Le Festival International des Sports Extrêmes a eu lieu pour la première fois en 2014 à la Pointe Faula sous le patronage de l’acteur José Garcia. À cette occasion ce sont plusieurs centaines de kiters et de fans qui se sont rassemblés pendant 2 jours (les 18 et 19 janvier 2014). L’évènement est reconduit pour l’année 2015. 

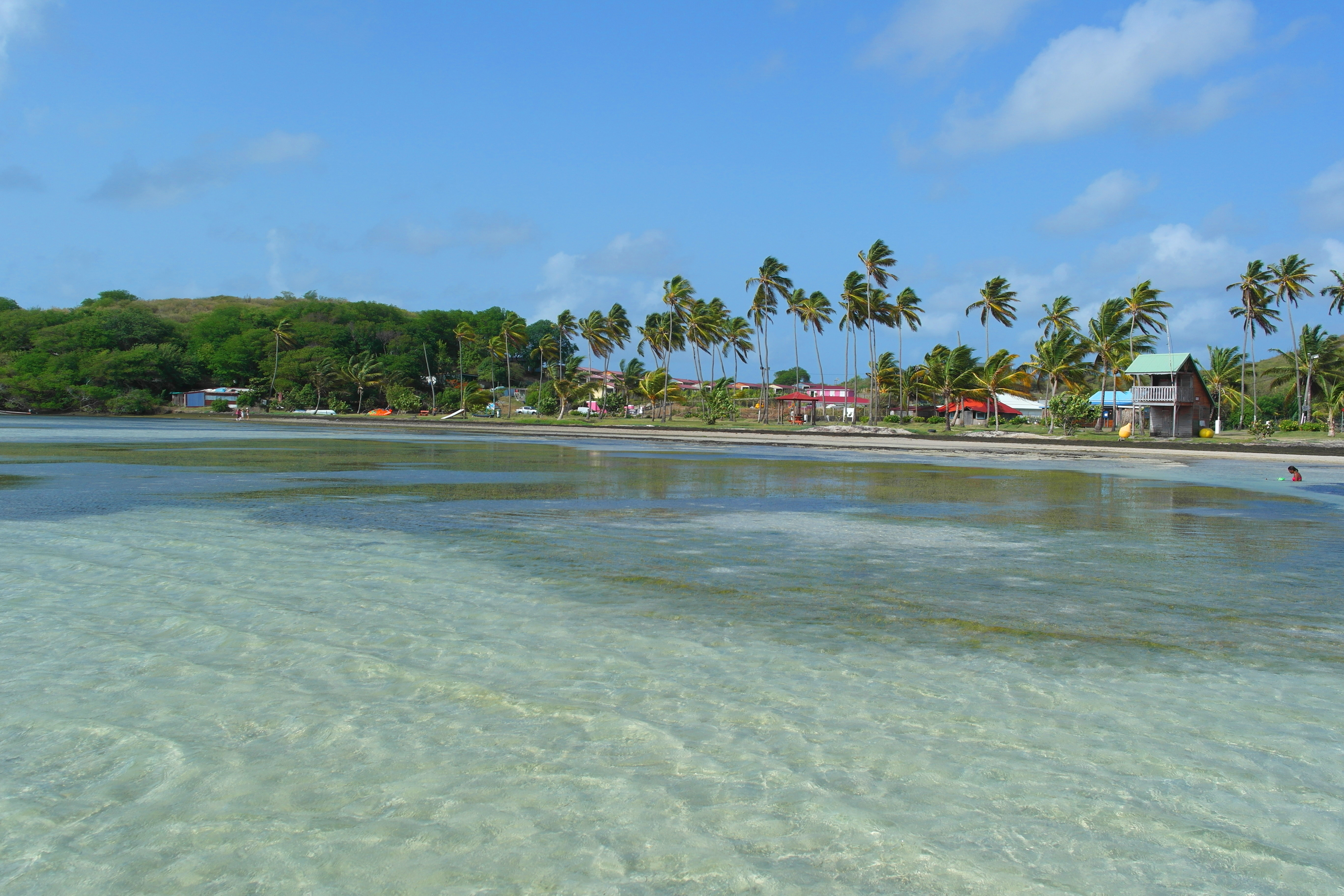
Plage de Pointe Faula depuis les fonds blancs

## Équipements
Bien que la plage de Pointe Faula soit restée assez naturelle, elle comporte un certain nombre d’équipements : on y trouve des restaurants, bars, un centre UCPA, des magasins, parking, carbets et tables de pique-nique ainsi qu’une résidence de vacances installée à l’extrême sud de la plage.